# Fiskdamm (Våxtorps socken, Halland, 625256-134402)
Fiskdamm är en sjö i Laholms kommun i Halland och ingår i Stensåns huvudavrinningsområde.